# Джозеф Барклай Пентланд
Джозеф Барклай Пентленд (17 січня 1797[1] – 12 липня 1873) був ірландським географом, природознавцем і мандрівником. Пентланд народився в Баллібофі (графство Донегол, Ірландія), освіту здобув в Армазі. Він також навчався в Парижі та працював з Жоржем Кюв'є.
Разом з округом Вудбайн Пентленд обстежив значну частину Болівійських Анд між 1826 і 1827 роками. Він опублікував свій «Звіт про Болівію» в 1827 році. З 1836 по 1839 рік він обіймав посаду британського генерального консула в Болівії. Він листувався з Чарльзом Дарвіном та Вільямом Баклендом.
Пентленд помер 12 липня 1873 року в Лондоні та похований на кладовищі Бромптон у Лондоні.